# Aeroportul Regional Lakeland Linder
Aeroportul Regional Lakeland Linder (IATA: LAL, ICAO: KLAL, FAA LID: LAL) este un aeroport din Florida, Statele Unite ale Americii ce deservește zona Lakeland⁠(d). Aeroportul a fost tranzitat în 2019 de 474 de pasageri. A fost numit după zona deservită.
Situat la o altitudine de 43 m, aeroportul dispune de 2 piste.

## Infrastructură

### Piste
Aeroportul dispune de 2 piste. Pista 05/23 are suprafața de asfalt și dimensiunile 5.005 picioare × 150 picioare. Pista 09/27 are suprafața de asfalt și dimensiunile 8.499 picioare × 150 picioare. 